# آلبرت گلسر
آلبرت گلسر (انگلیسی: Albert Glasser؛ ۲۵ ژانویه ۱۹۱۶ – ۴ مه ۱۹۹۸) آهنگساز، موسیقی‌دان و تنظیم‌کننده اهل ایالات متحده آمریکا بود. وی بین سال‌های ۱۹۴۱ تا ۱۹۸۸ میلادی فعالیت می‌کرد.
از فیلم‌هایی که وی در آن‌ها نقش داشته‌است، می‌توان به آوای جنگل و سایکلاپس اشاره نمود.